# ANI-TAMA-ZOO Safari
『ANI-TAMA-ZOO Safari』（あにたまずー サファリ）は、ラジオ関西にて2010年10月3日から2013年12月まで放送されていたたかはし智秋と細谷佳正がパーソナリティを務めるラジオ番組（アニラジ）である。「アニたま総合情報番組」と称してアニメ・ゲーム・声優・アニたまどっとコムの番組に関連した情報を紹介していた。

## 出演者
- たかはし智秋（肉食動物兼パーソナリティ）
- 細谷佳正（飼育係兼パーソナリティ）
- たまちん（番組ディレクター）

## 放送局
| 放送局                            | 開始日                      | 日時                          | 備考               |
| --------------------------------- | --------------------------- | ----------------------------- | ------------------ |
| ラジオ関西                        | 2010年10月3日               | 毎週日曜日25:00–26:00         |                    |
| アニたまどっとコム INTERNET RADIO | 2010年10月6日 2012年5月22日 | 毎週水曜日更新 毎週火曜日更新 | バックナンバーなし |

## 主なコーナー
Safari Tour!
ANITAMA-ZOOがお勧めする様々なツアーと称した番組内で行われる企画で、臨場感溢れる生の情報を伝えていく。ゲスト回ではゲストを動物・誕生日・血液型・前世占いで占い、ミニコーナー「Safari 野生のボイス」ではゲストにプライベートの野生のボイスを叫んでもらう。ゲストはこのコーナーのみ登場する。
アニたまINDEX! たまスポ!
パーソナリティの2人と、アニたまどっとコムのことなら何でも知っている「たまちん」が、アニたまどっとコムで現在放送中の番組から1つをピックアップして番組の情報を様々な角度から紹介していくコーナー。
Safariクリニック 心のホスピタル
パーソナリティの2人が動物病院のドクターとなって迷える動物（ゲスト）達の心のケアを行うコーナー。後半ではゲストを元気にする「心のオペ」と称したレクリエーション的ゲームを行う。ゲストはこのコーナーのみ登場する。行われたのは第47回と第54回（公開録音）のみ。
あなたの運勢占います。ホッシー占い
リスナーの運勢を占いが趣味の細谷が様々な方法で占うコーナー。
ホッシーの願掛け
「ホッシー占い」でその週の最下位だった星座の人のために細谷が様々なチャレンジで願掛けを行う。

## 放送リスト
| 話数    | 放送日       | Safari Tour!のツアー名（ゲスト）                                              | たまスポ紹介番組   | ホッシーの願掛け                         |
| ------- | ------------ | ----------------------------------------------------------------------------- | ------------------ | ---------------------------------------- |
| 第113回 | 2013年1月6日 | 流行語大賞の旅 結果発表                                                       | -                  | ほそヤングの代打おみくじチャレンジ       |
| 第114回 | 1月13日      | 『そんなこと裏のまた裏話でしょ?』の旅（中島愛）                               | -                  | -                                        |
| 第115回 | 1月20日      | 『THEE Futures』の旅（小松未可子）                                            | -                  | -                                        |
| 第116回 | 1月27日      | 『Alteration』の旅（ZAQ）                                                     | -                  | 語呂合わせ年号チャレンジ                 |
| 第117回 | 2月3日       | 『CONTRAST SILVER』の旅（鈴木達央）                                           | -                  | -                                        |
| 第118回 | 2月10日      | 『ライメイ!ブルートレイン』の旅（T-Pistonz+KMC）                              | -                  | -                                        |
| 第119回 | 2月17日      | 『PLACE』の旅（織田かおり）                                                   | -                  | 31歳っぽい言葉チャレンジ                 |
| 第120回 | 2月24日      | 『鷲崎健の王様は退屈じゃ!』の旅 （鷲崎健、亥野麻紀、高杉理奈、名取舞）        | -                  | -                                        |
| 第121回 | 3月3日       | 細山紀信、覚醒の旅                                                            | -                  | -                                        |
| 第122回 | 3月10日      | 『影踏み』の旅（きみコ）                                                      | -                  | -                                        |
| 第123回 | 3月17日      | 『Consolation』の旅（Kalafina）                                               | -                  | -                                        |
| 第124回 | 3月24日      | 『Archism』の旅（ユカフィン・ドール、レイミー・ヘヴンリー）                   | -                  | SafariCD付き写真集宣伝チャレンジ         |
| 第125回 | 3月31日      | 『いつもこの場所で』の旅（彩音）                                              | -                  | -                                        |
| 第126回 | 4月7日       | 『Brilliant』の旅（rino(CooRie)）                                             | -                  | -                                        |
| 第127回 | 4月14日      | 『relation』の旅（高垣彩陽）                                                  | -                  | -                                        |
| 第128回 | 4月21日      | 『ZERO!!』の旅（栗林みな実）                                                  | -                  | -                                        |
| 第129回 | 4月28日      | 『この世界は僕らを待っていた』の旅（茅原実里）                                | -                  | 今すぐ使えるほそヤングの宴会芸チャレンジ |
| 第130回 | 5月5日       | 『ZERO』の旅（angela）                                                        | -                  | -                                        |
| 第131回 | 5月12日      | たかはし智秋誕生日休暇の為、休み                                              | -                  | -                                        |
| 第132回 | 5月19日      | 細山紀信、モデル探しの旅（鹿野由似）                                          | -                  | -                                        |
| 第133回 | 5月26日      | レアキャンペーン、ゲットだぜ!の旅                                             | まよなかデリバリー | ほそヤング 褒め褒めチャレンジ            |
| 第134回 | 6月2日       | 『ten years carat』の旅（橋本みゆき）                                         | -                  | -                                        |
| 第135回 | 6月9日       | 『終わらない詩』の旅（日笠陽子）                                              | -                  | -                                        |
| 第136回 | 6月16日      | 『悪の花譜』の旅（しのさきあさこ(宇宙人)）                                    | -                  | -                                        |
| 第137回 | 6月23日      | 『intention』の旅（原由実）                                                   | -                  | -                                        |
| 第138回 | 6月30日      | 『やさしさの種子』の旅（岩男潤子）                                            | -                  | -                                        |
| 第139回 | 7月7日       | 『ネプテューヌ☆サガして』の旅（ルイズ・スフォルツア、マホ・ソット・ボーチェ） | -                  | -                                        |
| 第140回 | 7月14日      | 『Heading For Tomorrow』の旅（Zwei）                                          | -                  | -                                        |
| 第141回 | 7月21日      | 『Dimension tripper!!!!』の旅（nao）                                          | -                  | -                                        |
| 第142回 | 7月28日      | 『文芸あねもねR』の旅（田中敦子）                                             | -                  | -                                        |
| 第143回 | 8月4日       | 『ありがとう』の旅（中島愛）                                                  | -                  | -                                        |
| 第144回 | 8月11日      | 『千の焔』の旅（黒崎真音）                                                    | -                  | -                                        |
| 第145回 | 8月18日      | 『王様は退屈じゃ リターンズ』の旅（亥野麻紀、高杉理奈、名取舞）               | -                  | -                                        |
| 第146回 | 8月25日      | 『センチメンタルラブ』の旅（みみめめMIMI(ユカ)）                              | -                  | -                                        |
| 第147回 | 9月1日       | 『まよなかデリバリー』の旅（内山夕実、山本希望）                              | -                  | -                                        |
| 第148回 | 9月8日       | 『Alternative』の旅（Annabel）                                                | -                  | -                                        |
| 第149回 | 9月22日      | 『有頂天人生』の旅（milktub(bamboo)）                                         | -                  | -                                        |
| 第150回 | 9月29日      | 『innocent prisoner』の旅（緒方恵美）                                         | -                  | -                                        |

### 動物占い
Safariツアーのゲスト回で占われた結果は以下。
- 虎（牧野由依、伊藤静、利根健太朗、てらそままさき、野中藍、凛、上坂すみれ、南里侑香、いとうかなこ、桜川めぐ、atsuko(angela)、椎名へきる、Hikaru(Kalafina)）
- 狼（奥井雅美、金元寿子、神田朱未、影山ヒロノブ）
- 猿（谷侑加子(YGA)、清水香里、長谷川明子、清水愛、菊池達也(marble)、喜多修平、ヒャダイン、増田俊樹、内藤太希、藤田麻衣子、麻生夏子、AIKI(bless4)、森久保祥太郎、Megu(Zwei)、鈴木達央、織田かおり、Wakana(Kalafina)、Keiko(Kalafina)）
- 子守熊（斎賀みつき、新谷良子、佐咲紗花、中島愛、泰勇気）
- ペガサス（林沙奈恵(YGA)、月宮うさぎ(ULTRA-PRISM)、鹿野優以、KATSU(angela)）
- ゾウ（櫻井里佳(YGA)、堀江由衣、栗林みな実、Ayumu(Zwei)）
- ライオン（佐倉綾音、竹達彩奈、川本成、保志総一朗、KMC(T-Pistonz+KMC)）
- チーター（遠藤正明、細谷佳正、小松未可子、佐藤ひろ美）
- ひつじ（金月真美、岩崎和夫、飛蘭、國府田マリ子）
- 黒ひょう（植田佳奈、美郷あき、石川英郎、諏訪部順一、トン・ニーノ(T-Pistonz+KMC)）
- こじか（関俊彦、西岡和哉、中村繪里子、micco(marble)、鷲崎健）
- たぬき（南かおり、ELISA、たかはし智秋、AKINO）
- ナマケモノ（小池雅也[11](ULTRA-PRISM)）

### 公開録音
ラジオ関西まつり 〜ハーバーボンバー2011〜（2011年10月16日に開催され、第54回（2011年10月23日）にて放送された。以下の特別企画が行われた。
Safariクリニック 心のホスピタル
2人が動物病院のドクターとなって迷える動物（ゲスト）達の心のケアを行うコーナー。心のオペ（ミニゲーム）は「動物の声で会話ゲーム」で、中村（こじか）・野中（虎）・鹿野（ペガサス）・たかはし（たぬき）がそれぞれの動物占いの動物で会話を行い、飼育係の細谷が当てるゲームが行われた。
ほそヤングのヒゲダンス
第51回Safariツアーでの細谷の公約「会場でヒゲダンスをする」を行った。スポンジとバランスボールをバケツでキャッチ、新聞紙3枚おろし、ペンを空中キャッチが行われた。BGMは『「ヒゲ」のテーマ』に今夜はチュパ♡リコを混ぜたもの。
スペシャルプログラム Safari歌謡祭2011
かのーかにゅかにゅ（鹿野）による「おぱーい!〜鹿野優以のテーマ〜」、たかはしによる「今夜はチュパ♡リコ」が歌唱された。

### 特別番組
2011年12月31日に24:30より特別番組「ANI－TAMA－ZOO Safariスペシャル-料理と歌と女豹と中二-」が放送され、第59回で行った2011年の流行語大賞予想の罰ゲーム（正解率が同じだったので2人共）が行われた。
2012年9月20日の19:00-21:00に堀江由衣をゲストに迎え、特別番組「ANI-TAMA-ZOO Safariスピンオフスペシャル『天使とキングのヒストリエ』」がラジオ関西とUstreamで同時放送された。

## スポンサー
2012年3月4日（第72回）から3月25日（第75回）まで番組中でCMが流れた。ミニコーナー「Safariミニツアー」とCMの声もたかはしと細谷が担当した。
- 近鉄バス株式会社
- 他各社